# 디리클레 람다 함수
디리클레 람다 함수(Dirichlet Lamda Function) {\displaystyle \lambda (s)}는
디리클레 L-함수에서,
{\displaystyle \lambda (s)=\sum _{n=0}^{\infty }{{1} \over {(2n+1)^{s}}}}
{\displaystyle \lambda (s)=(1-2^{-s})\zeta (s)}
로 정의되는 함수이다. ({\displaystyle \zeta (s)}는 리만 제타 함수) 이 특수 함수는 다음과 같이 리만 제타 함수 그리고 디리클레 에타 함수와 중요한 관련이 있다.
{\displaystyle {{\zeta (s)} \over {2^{s}}}={{\lambda (s)} \over {2^{s}-1}}={{\eta (s)} \over {2^{s}-2}}}
따라서,
{\displaystyle {\zeta (s)}+{\eta (s)}=2{\lambda (s)}\qquad }
스패니어, 올드햄(Spanier and Oldham, 1987)
이다. (이로부터 디리클레 람다 함수는 리만 제타 함수와 디리클레 에타 함수의 평균이라고도 볼 수 있다.)
디리클레 람다 함수의 일부 특수 값은 다음과 같다.
{\displaystyle {\lambda (2)}={\pi ^{2} \over 8}}
{\displaystyle {\lambda (4)}={\pi ^{4} \over 96}}

## 같이 보기
- 디리클레 L-함수
- 디리클레 베타 함수